# Aimé Laussedat
Aimé Laussedat (født 19. april 1819 i Moulins, død 19. marts 1907 i Paris) var en fransk geodæt. Han anses for at være opfinderen af fotogrammetri. Laussedat var professor ved det parisiske universitet Conservatoire national des arts et métiers. Han var medlem af det franske videnskabsakademi.
1. ↑  Navnet er anført på svensk og stammer fra Wikidata hvor navnet endnu ikke findes på dansk.